# Финнемор, Марта
Финнемор Марта (англ. Martha Finnemore; род. 1959) — представитель американской школы конструктивизма в теории международных отношений, профессор в Школе международных отношений имени Эллиота Университета Джорджа Вашингтона. Её считают одним из самых влиятельных специалистов в области международных отношений. Её исследования осветили роль норм и культуры в международной политике, а также показали, что международные организации являются последовательными и целенаправленными социальными агентами в мировой политике, которые могут формировать государственные интересы.

## Биография
Марта Финнемор получила степень бакалавра в Гарвардском университете, затем степень магистра в Сиднейском университете и степень доктора философии в 1991 году в Стэнфордском университете.
Финнемор наиболее известна своими книгами «Национальные интересы в международном сообществе», «Цель интервенции» и «Правила мира» (совместно с Майклом Барнеттом), которые помогли новаторам в области конструктивизма. Согласно рецензии на её книгу 1996 года «Национальные интересы в международном обществе», Финнемор была «первым исследователем международных отношений, предложившим устойчивый, систематический, эмпирический аргумент в поддержку конструктивистского утверждения о том, что международные нормативные структуры имеют значение в мировой политике».
В книге «Цель интервенции» (2003) она приходит к выводу, что типы военных интервенций, в которых участвуют государства, со временем изменились. Например, в 19 веке была принята практика военного вмешательства государств для взыскания долгов, но в 20 веке она стала широко отвергаться. Точно так же она показывает, что тип и частота гуманитарных интервенций резко изменились с 19-го века, с массовым увеличением гуманитарных интервенций после окончания Холодной войны. По мнению Марты Финнемор, существующие реалистические и либеральные теории международных отношений не могут объяснить эти изменения. Используя конструктивистский подход, она приходит к следующему выводу: изменение нормативных контекстов привело к тому, что государства по-разному воспринимают свои интересы. Международные нормы изменили общее понимание соответствующих целей и средств военного вмешательства, а также того, какие люди заслуживают военной защиты от посторонних.
В «Правилах мира» (2004) Финнемор и Барнетт утверждают, что международные организации получают власть и автономию из своих рациональных юридических полномочий и контроля над информацией. Таким образом, международные организации являются целенаправленными социальными агентами, которые могут действовать вопреки намерениям учредителей организаций (которыми часто являются государства).
В отличие от некоторых реалистических и либеральных теорий международных отношений, Барнетт и Финнемор показывают, что международные организации не являются просто отражением государственных интересов, и что они не обязательно действуют эффективно. Международные организации могут развивать бюрократическую культуру, которая приводит к неблагоприятным результатам (то, что они называют «патологиями»).
Авторы перечисляют пять механизмов, которые приводят к возникновению организационных патологий:
1.	Иррациональность рационализации: когда организация придерживается существующих правил и процедур независимо от обстоятельств, а не действует наиболее подходящими для этих обстоятельств способами.
2.	Универсализм: применение универсальных правил и категорий может не отражать конкретных контекстов.
3.	Нормализация девиантности: отклонения от существующих правил могут стать нормализованными и привести к аберрационному поведению.
4.	Организационная изоляция: когда организации не получают обратной связи от окружающей среды о своей работе и не могут скорректировать свое поведение.
5.	Культурная конкуренция: различные культуры внутри организации могут привести к столкновениям, которые приведут к неблагоприятным результатам.
Её исследование 1998 года, проведенное в соавторстве с Кэтрин Сиккинк, о жизненном цикле норм является одной из самых цитируемых статей, опубликованных в ведущем журнале международных отношений International Organization. Финнемор и Сиккинк выделяют три стадии жизненного цикла нормы:
1.	Появление нормы: создатели нормы стремятся убедить других принять их идеи о том, что желательно и уместно.
2.	Каскад норм: норма имеет широкое признание, а лидеры норм оказывают давление на других, чтобы они приняли и придерживались этой нормы.
3.	Интернализация нормы: норма приобрела «само собой разумеющееся» качество, соблюдение нормы происходит почти автоматически.
В 2009 году опрос более чем 2700 преподавателей факультетов международных отношений в десяти странах назвали её одним из двадцати пяти самых влиятельных ученых в этой дисциплине и одним из пяти ученых, чья работа за последние пять лет была самой интересной; более ранний опрос показал, что более чем 1000 американских преподавателей в области международных отношений также оценили её одинаково в обеих категориях. В 2011 году она была избрана членом Американской академии искусств и наук.